# مغان گنجه‌لی
مغان گنجه‌لی (به ترکی آذربایجانی: Muğan Gəncəli) یک منطقه مسکونی در جمهوری آذربایجان است که در شهرستان صابرآباد واقع شده است. مغان گنجه‌لی ۱۷۱۳ نفر جمعیت دارد. نام این منطقه به افتخار عده‌ای از خاندان‌های اصالتاً گنجه‌ای به این محدوده در قرن‌های شانزدهم و هفدهم میلادی مهاجرت کرده بودند تغییر پیدا کرده است.